# Aeropuerto de Núremberg
El Aeropuerto de Núremberg (alemán: Flughafen Nürnberg) (IATA: NUE, OACI: EDDN) es un aeropuerto internacional del área metropolitana de Franconia de Núremberg, segundo en importancia en la región de Baviera. El aeropuerto ocupa el décimo lugar entre los aeropuertos alemanes y el 67° lugar en Europa. Tiene un tráfico de pasajeros de unos 4 millones anuales. 

## Transporte
El aeropuerto está ubicado a 7 km al norte del centro de la ciudad. La línea U2 del Metro de Núremberg conecta el aeropuerto con el centro de la ciudad cada 10 o 15 minutos, y demora sólo 12 minutos para llegar a la Estación Central y al cercano "Altstadt" (el casco histórico de la ciudad). Debido a la cercanía del aeropuerto y sus conexiones directas a las calles locales, es posible caminar o llegar en bicicleta hasta la terminal del aeropuerto.

## Datos
- Área de maniobras: 196.000 m²

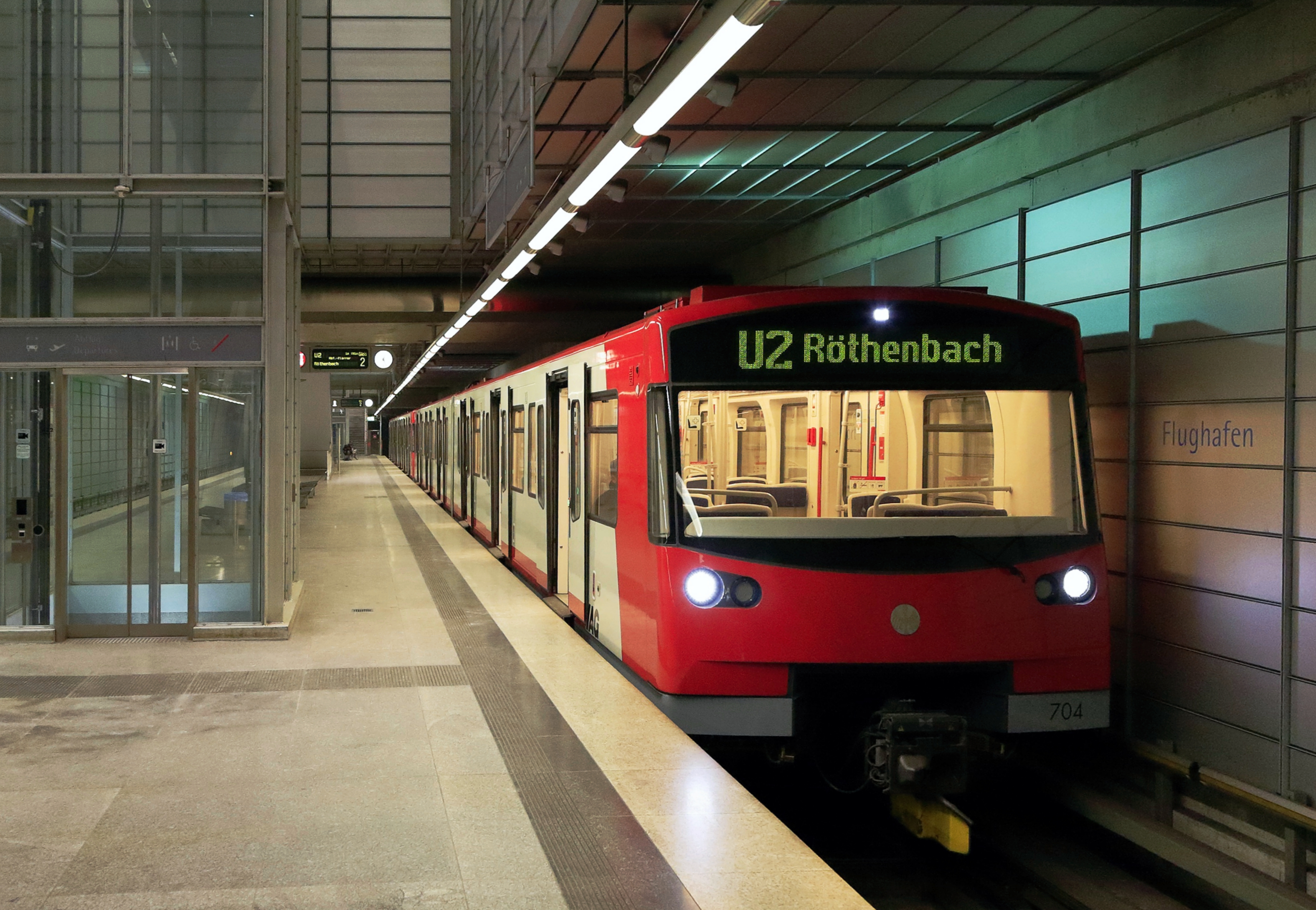
Estación Flughafen del subte

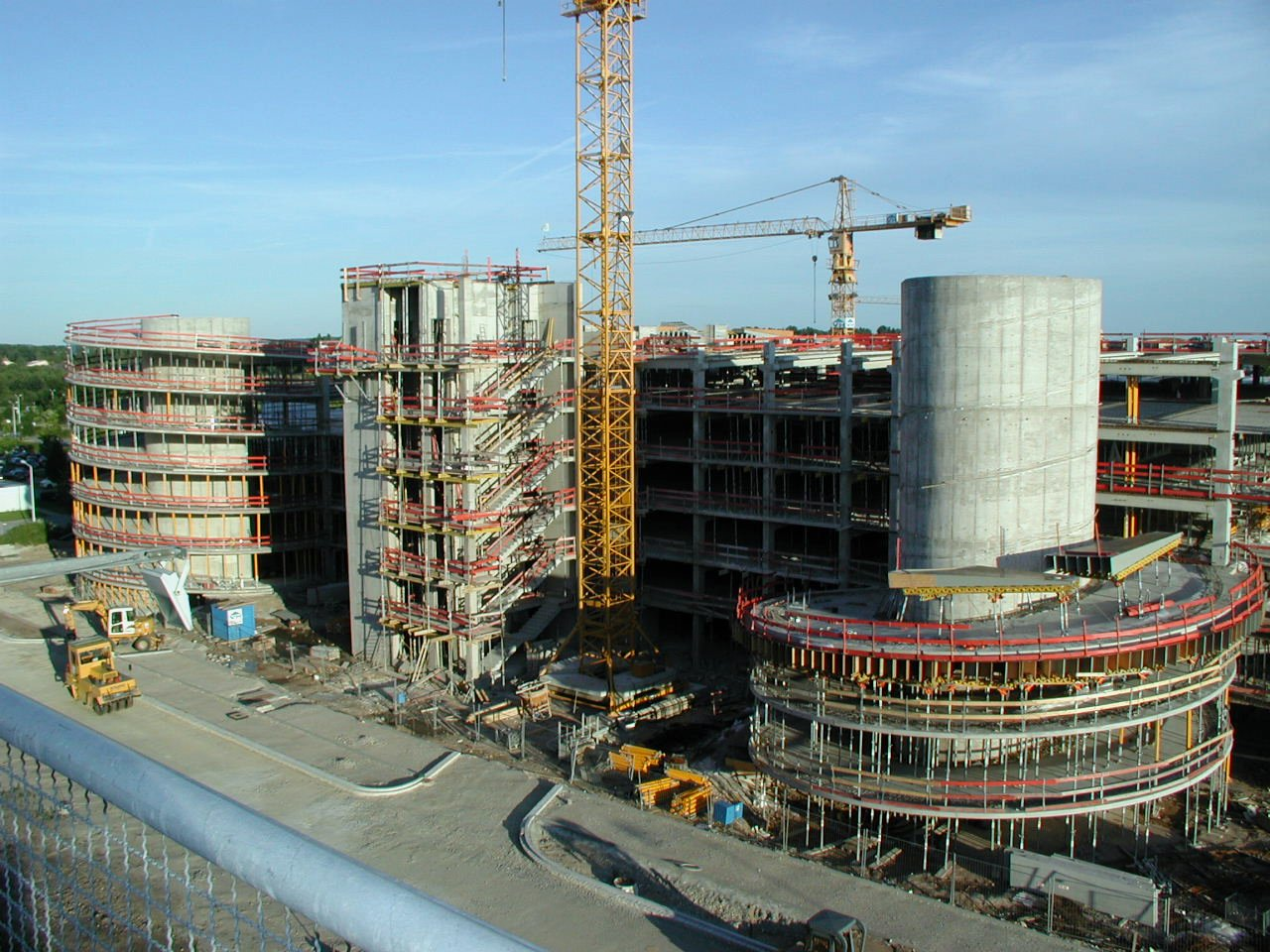
Nuevo edificio de aparcamientos en construcción.

- Área de maniobras en frente de los hangares: 20.000 m²
- Posiciones de estacionamiento para aeronaves: 35
- Terminal de pasajeros: 2 salas de partidas, 1 sala de arribos
- Estacionamiento: capacidad para más de 6.000 vehículos
- Centro de cargas aéreas (depósito): 16.400 m²
- Pista: 2.700 m (45 m de ancho)
- Período de operación: 24 horas

## Estadísticas
Ver fuente y consulta Wikidata.
| año  | Pasajeros | Pasajeros regulares | Turistas  | Movimiento de aeronaves | Empleados | Cargas y correo (tn) |
| ---- | --------- | ------------------- | --------- | ----------------------- | --------- | -------------------- |
| 2022 | 3.278.239 | 2.109.667           | 1.122.091 | 48.303                  | 4.300     | 5.584                |
| 2021 | 1.063.153 | 571.453             | 460.840   | 33.094                  | 4.100     | 7.935                |
| 2020 | 917.296   | 632.303             | 244.008   | 30.059                  | 4.300     | 6.882                |
| 2019 | 4.111.670 | 2.953.754           | 1.104.126 | 61.456                  | 4.379     | 7.179                |
| 2018 | 4.466.864 | 2.991.680           | 1.417.283 | 66.074                  | 4.100     | 8.336                |
| 2017 | 4.186.961 | 3.020.590           | 1.110.583 | 64.111                  | 4.133     | 8.120                |
| 2016 | 3.484.622 | 2.323.125           | 1.104.595 | 59.602                  | 3.300     | 5.940                |
| 2015 | 3.385.000 | 2.149.546           | 1.176.429 | 60.000                  | 3.300     | 41.350               |
| 2014 | 3.260.000 | 2.117.890           | 1.092.108 | 61.257                  | 3.300     | 103.076              |
| 2013 | 3.314.524 | 2.145.625           | 1.126.438 | 62.644                  | 3.300     | 90.973               |
| 2012 | 3.602.459 | 2.092.020           | 1.451.400 | 64.391                  | 3.472     | 99.355               |
| 2011 | 3.962.617 | 2.209.975           | 1.723.482 | 67.720                  | 4.000     | 107.123              |
| 2010 | 4.073.819 | 2.154.170           | 1.844.593 | 70.778                  | 4.117     | 107.100              |
| 2009 | 3.969.857 | 2.054.635           | 1.850.654 | 71.217                  | 4.000     | 80.159               |
| 2008 | 4.274.222 | 2.266.000           | 1.963.000 | 76.768                  | 4.083     | 104.606              |
| 2007 | 4.244.115 | 2.241.115           | 2.003.000 | 81.082                  | 4.239     | 106.982              |
| 2006 | 3.965.357 | 1.923.381           | 1.960.005 | 78.043                  | 4.131     | 98.264               |
| 2005 | 3.847.646 | 1.606.065           | 2.163.271 | 76.111                  | 4.070     | 80.664               |
| 2004 | 3.653.569 | 1.395.920           | 2.160.934 | 71.818                  | 3.958     | 71.030               |
| 2003 | 3.296.267 | 1.304.371           | 1.916.526 | 73.233                  | 3.790     | 66.519               |
| 2002 | 3.213.444 | 1.336.072           | 1.877.372 | 77.854                  | 3.769     | 65.158               |
| 2001 | 3.195.818 | 1.492.818           | 1.703.000 | 83.811                  | 3.690     | 57.302               |

## Aerolíneas y destinos
Las siguientes aerolíneas operan vuelos regulares en el Aeropuerto de Núremberg:
| Aerolíneas         | Destinos |
| ------------------ | --- |
| Aegean Airlines    | Estacional: Atenas, Salónica |
| Air Cairo          | Hurghada |
| Air France         | París–Charles de Gaulle |
| Air Serbia         | Belgrado |
| Condor             | Estacional: Fuerteventura (inicia 31 de octubre de 2024), Gran Canaria (inicia 30 de octubre de 2024), Heraclión, Hurghada (inicia 27 de octubre de 2024), Palma de Mallorca, Rodas (inicia 2 de mayo de 2024), Tenerife–Sur                                                                                        |
| Corendon Airlines  | Antalya, Gran Canaria, Hurghada, Tenerife–Sur Estacional: Adana, Ankara, Corfú, Dalaman, Fuerteventura, Heraclión, Esmirna, Kayseri, Kos, Lanzarote, Marsa Alam, Palma de Mallorca, Rodas |
| Eurowings          | Palma de Mallorca Estacional: Bastia (inicia 29 de junio de 2024), Fuerteventura, Gran Canaria, Heraclión (reinicia 30 de abril de 2024), Hurghada, Kos (inicia 15 de mayo de 2024), Marsa Alam, Niza (inicia 17 de mayo de 2024), Rodas (reinicia 29 de abril de 2024), Roma-Fiumicino (inicia 15 de mayo de 2024) |
| Freebird Airlines  | Estacional: Antalya |
| GP Aviation        | Chárter: Pristina |
| KLM                | Ámsterdam |
| Lufthansa          | Fráncfort |
| Mavi Gök Airlines  | Estacional: Antalya |
| Nesma Airlines     | Chárter estacional: Hurghada |
| Pegasus Airlines   | Antalya, Estambul–Sabiha Gökçen Estacional: Esmirna |
| Ryanair            | Alicante, Budapest, Londres–Stansted, Málaga, Palma de Mallorca, Salónica, Sevilla, Sofía, Tenerife–Sur, Valencia, Vilna Estacional: Bari, Cagliari, Corfú, Faro, Gerona, La Canea, Lamezia Terme, Lanzarote, Nápoles, Palermo, Oporto, Preveza/Lefkada (inicia 3 de junio de 2024), Zadar                          |
| SmartLynx Airlines | Chárter estacional: Enfidha, Fuerteventura, Gran Canaria, Heraclión, Hurghada, Kos, Rodas |
| Smartwings         | Chárter estacional: Abu Dabi |
| Southwind Airlines | Estacional: Antalya |
| SunExpress         | Antalya, Esmirna Estacional: Dalaman (inicia 17 de mayo de 2024) |
| Tailwind Airlines  | Chárter estacional: Antalya |
| Turkish Airlines   | Estambul |
| Vueling            | Barcelona |
| Wizz Air           | Bucarest–Henri Coandă, Cluj-Napoca, Sibiu, Skopie, Tirana |